# Comuna Lunca Banului, Vaslui
Lunca Banului este o comună în județul Vaslui, Moldova, România, formată din satele Broscoșești, Condrea, Focșa, Lunca Banului (reședința), Lunca Veche, Oțetoaia și Răducani.

## Demografie
Componența etnică a comunei Lunca Banului
     Români (94,34%)
     Alte etnii (0%)
     Necunoscută (5,66%)
Componența confesională a comunei Lunca Banului
     Ortodocși (94%)
     Alte religii (0,15%)
     Necunoscută (5,85%)
Conform recensământului efectuat în 2021, populația comunei Lunca Banului se ridică la 3.232 de locuitori, în scădere față de recensământul anterior din 2011, când fuseseră înregistrați 3.501 locuitori. Majoritatea locuitorilor sunt români (94,34%), iar pentru 5,66% nu se cunoaște apartenența etnică. Din punct de vedere confesional, majoritatea locuitorilor sunt ortodocși (94%), iar pentru 5,85% nu se cunoaște apartenența confesională.

## Istorie
La sfârșitul secolului al XIX-lea, comuna făcea parte din plasa Prutul a județului Fălciu și era alcătuită din satele Bălteni, Bumbata, Condrea, Focșa, Hârtopul, Lunca, Lunca Banului și Pojorăni, cu o populație de 665 de locuitori.
Anuarul Socec din 1925 consemnează comuna în plasa Mijloc din același județ, cu o populație de 1569 de locuitori (în satele Broscoșești, Oțeloaia, Focșa, Condrea, Răducani, Hârtop, Pojoreni și Lunca Banului). În 1931, comuna era împărțită în satele Broscoșești, Condrea, Focșa, Lunca Banului, Lunca Nouă, Oțeloaia și Pojorâni (Hârtop).
În anul 1950, comuna a trecut în administrația raionului Fălciu din regiunea Bârlad și doi ani mai târziu în cea a raionului Huși din aceiași regiune și apoi (după 1956) din regiunea Iași. În acest timp, satul Pojoreni a fost desființat. În anul 1964, a fost desființat și satul Lunca Nouă (alipit între timp). În anul 1968, comuna a trecut la județul Vaslui, în structura actuală.

## Politică și administrație
Comuna Lunca Banului este administrată de un primar și un consiliu local compus din 13 consilieri. Primarul, Dănuț Tofan[*], de la Partidul Social Democrat, este în funcție din 2016. Începând cu alegerile locale din 2024, consiliul local are următoarea componență pe partide politice:
|  | Partid                          | Consilieri | Componența Consiliului | Componența Consiliului | Componența Consiliului | Componența Consiliului | Componența Consiliului | Componența Consiliului | Componența Consiliului | Componența Consiliului | Componența Consiliului |
|  | ------------------------------- | ---------- | ---------------------- | ---------------------- | ---------------------- | ---------------------- | ---------------------- | ---------------------- | ---------------------- | ---------------------- | ---------------------- |
|  | Partidul Social Democrat        | 9          |                        |                        |                        |                        |                        |                        |                        |                        |                        |
|  | Partidul Național Liberal       | 3          |                        |                        |                        |                        |                        |                        |                        |                        |                        |
|  | Alianța pentru Unirea Românilor | 1          |                        |                        |                        |                        |                        |                        |                        |                        |                        |